# Linia kolejowa Havlíčkův Brod – Kúty
Linia kolejowa Havlíčkův Brod – Kúty (Linia kolejowa nr 250 (Czechy)) – dwutorowa, zelektryfikowana linia kolejowa o znaczeniu krajowym w Czechach i na Słowacji. Łączy Havlíčkův Brod przez Brno i Brzecław ze stacją Kúty na Słowacji. Na terenie Czech przebiega przez terytorium kraju Wysoczyna i południowomorawskiego.